# Fes el que vulguis amb mi
Fes el que vulguis amb mi (títol original, Haz conmigo lo que quieras) és una pel·lícula espanyola estrenada el 2004. Fou dirigida per Ramón de España Renedo, en el seu debut com a director, i protagonitzada per Íngrid Rubio i Alberto San Juan. Ha estat doblada al català i emesa per TV3 el 27 de juny de 2012.

## Sinopsi
Un pastisser vidu, Nèstor Pujol, és fascinat per Maribel, la filla de la seva assistenta, amb qui vol iniciar una relació. Però aquesta és enamorada de Manolo, un ex-legionari que treballa vestit de conill en una agència de cobrament de morosos, i a més vol marxar a Barcelona per treballar al burdell sadomasoquista de la seva germana. Tanmateix, decideix casar-se amb Néstor amb l'esperança que es mori aviat i li deixi una sucosa herència.

## Repartiment
- Íngrid Rubio...	Maribel
- Alberto San Juan...	Manolo
- Emilio Gutiérrez Caba 	...	Néstor Pujol i Serra
- Manuel Manquiña...	Benito (Beni)
- Chusa Barbero...	Ángela
- Ágata Lys 	...	Pastora
- Javivi...	Anselmo
- Bea Segura...	Nuria
- Josep Julien...	Oriol
- Carme Elias...	Eutimia
- Carles Flavià...	Borja
- Lola del Pino...	Recepcionista
- Joan Potau...	Cura

## Nominacions
Ramón de España fou nominat al Goya al millor director novell.